# أغسطس أ. بيرد
أغسطس أ. بيرد هو سياسي أمريكي، ولد في 1 أبريل 1802 في بارما في الولايات المتحدة، وتوفي في 25 فبراير 1870. انتخب عضو جمعية ولاية ويسكونسن ‏.